# Alfredo Gollini
Alfredo Gollini (Modena, 24 de dezembro de 1881 — 22 de abril de 1957) foi um ginasta italiano que competiu em provas de ginástica artística pela nação.
Gollini é o detentor deuma medalha olímpica, conquistada na edição de 1912, nos Jogos de Estocolmo. Na ocasião, foi o vencedor da prova coletiva ao lado de seus dezessete companheiros de equipe, quando derrotaram as seleções da Hungria e Reino Unido.